# جنة سلوفاكيا

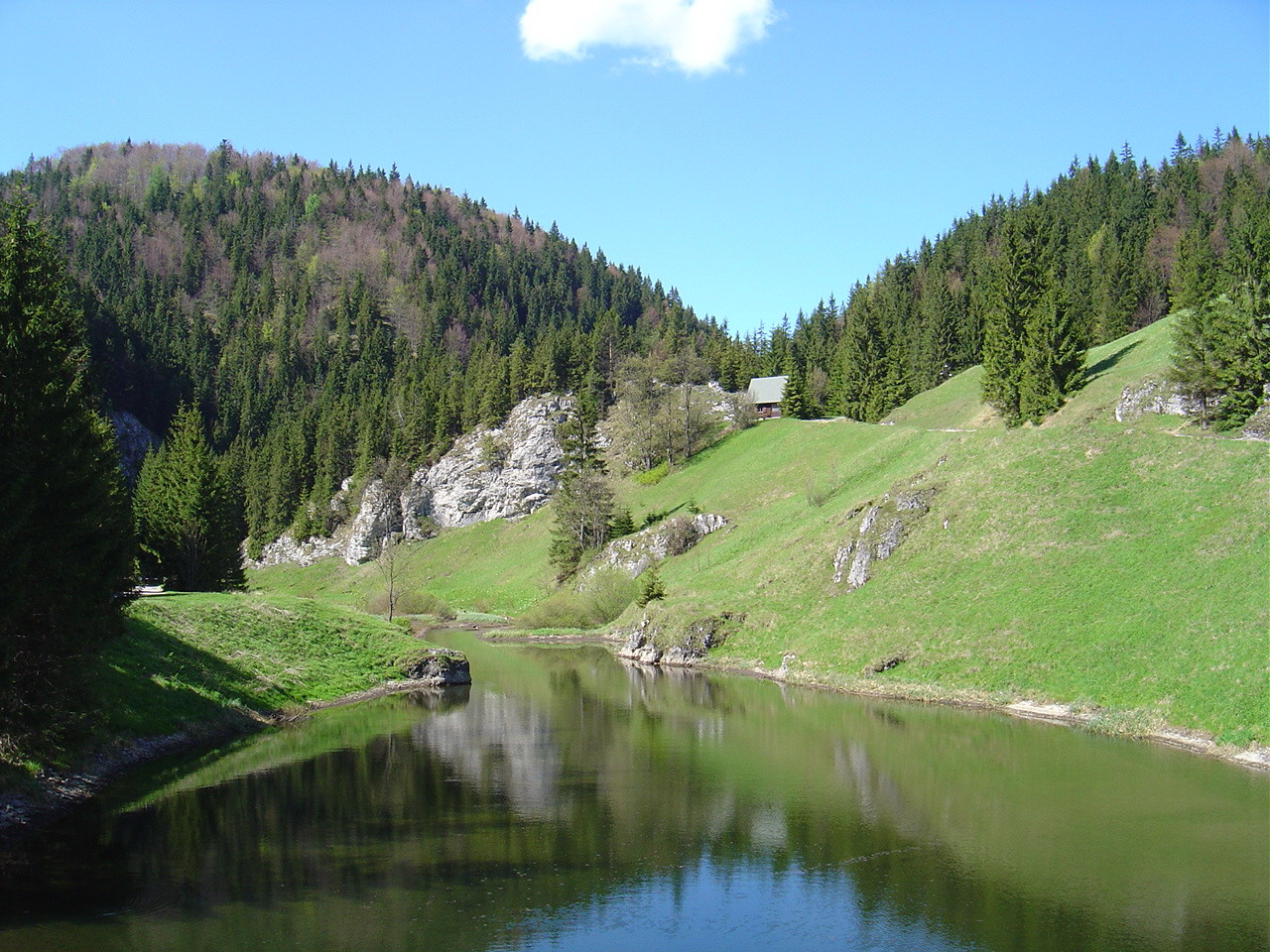
جنة سلوفاكيا، ستراتنسكا بيلا

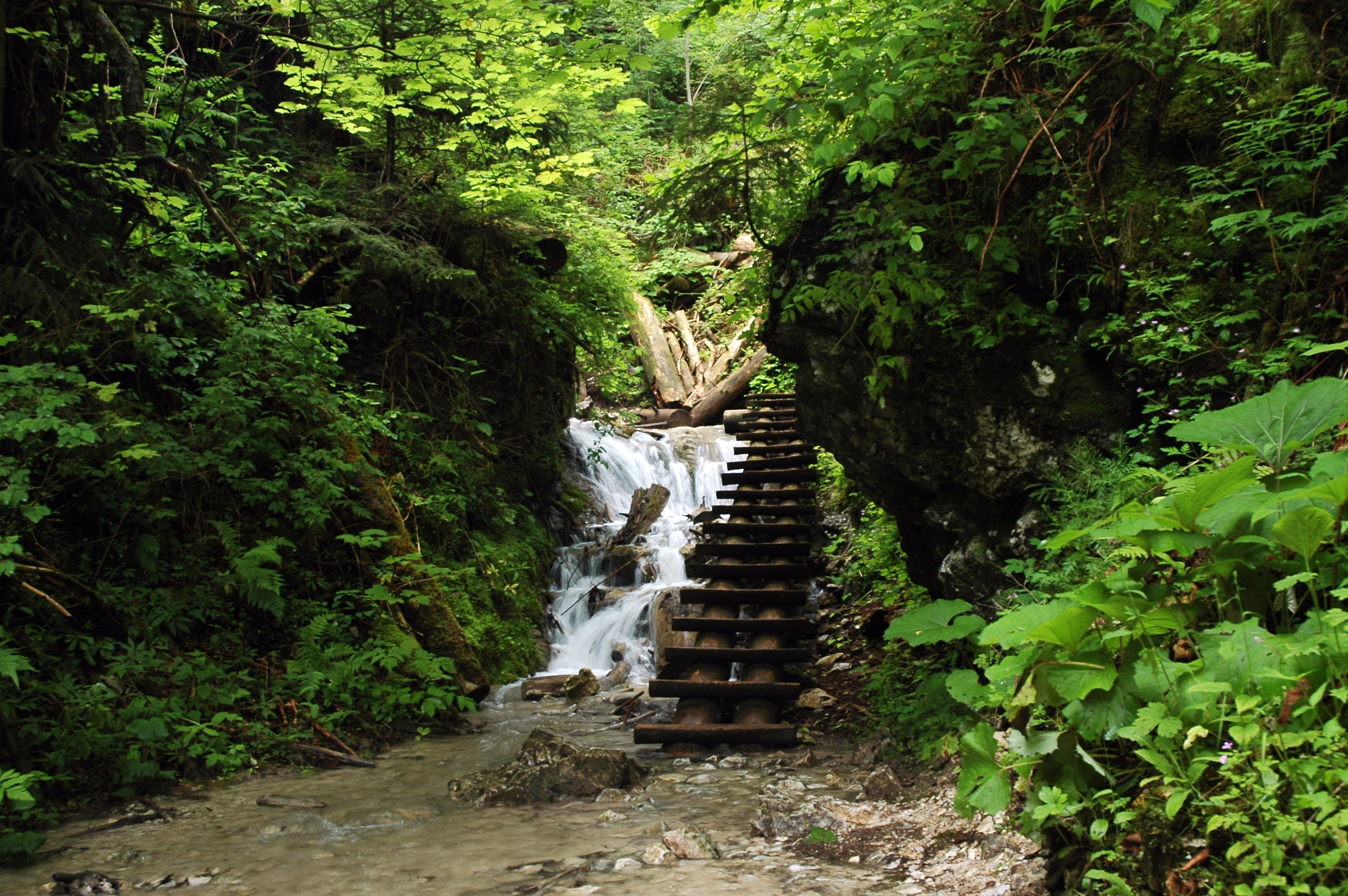
أحد الشلالات الواقعة في جنة سلوفاكيا

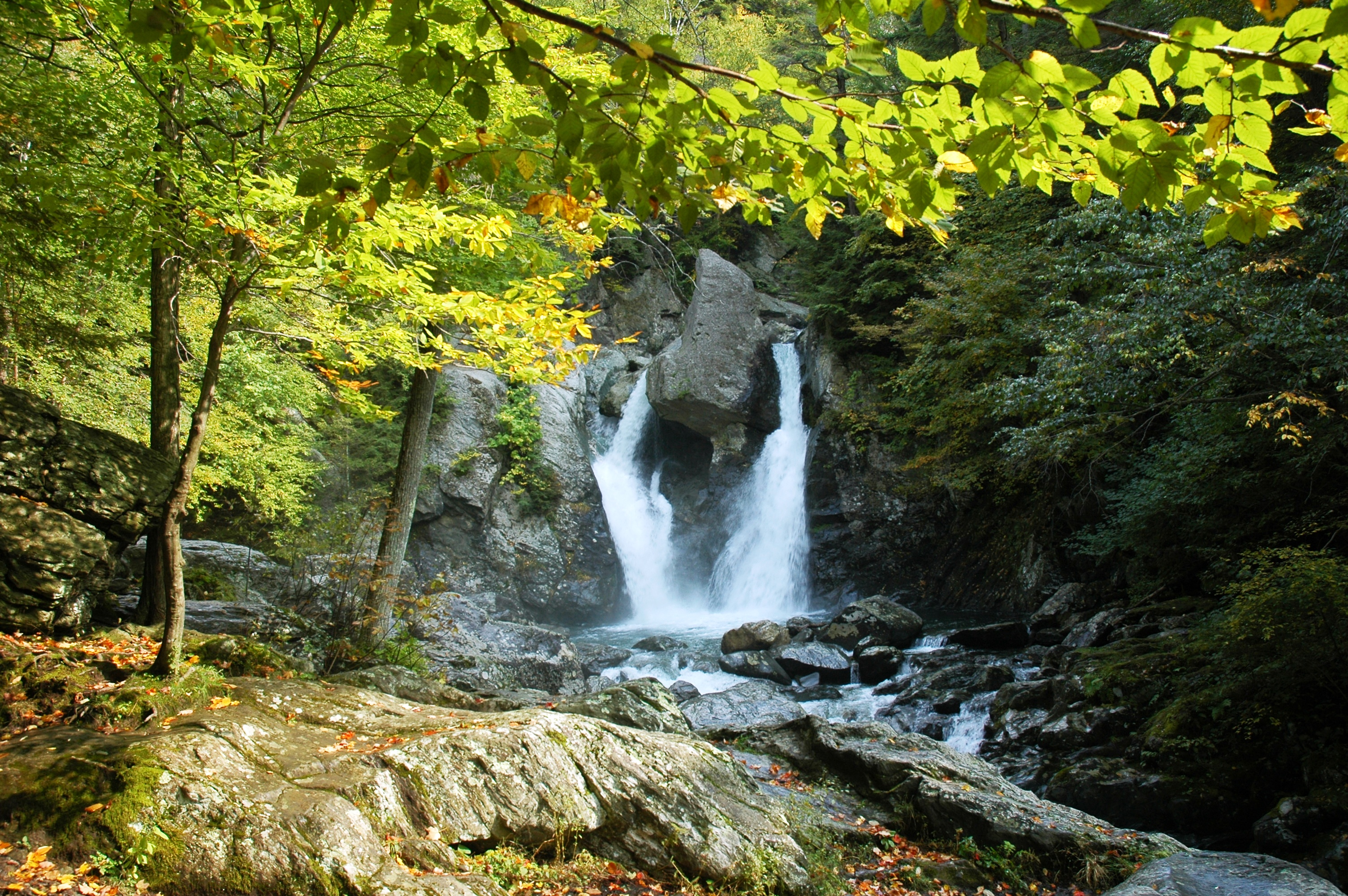
موقع آخر في المنطقة

جنة سلوفاكيا (بالسلوفاكية: Slovenský raj) هي سلسلة جبال في وسط سلوفاكيا. كما أنها جزء من سبيش-جيمير كارست.

## نبذة
تقع جنة سلوفاكيا بين مدينتي سبيشسكا نوفا فيس في الشمال ودوبشينا في الجنوب. كما تتميز المنطقة بشلالاتها وممراتها الضيقة. وتحظى بشعبية كبيرة بين المتنزهين. وهناك العديد من الممرات التي تستخدم فيها السلالم الثابتة في الصعود.
وهذه المنطقة محمية من قبل المنتزه الوطني السلوفاكي الخاص بجنة سلوفاكيا.